# روبرت ويليس
روبرت ويليس (بالإنجليزية: Robert Willis)‏ هو متسابق يخت أمريكي، ولد في 15 مارس 1987.

## وصلات خارجية
- روبرت ويليس على موقع الاتحاد الدولي للملاحة الشراعية (موقع جديد) (الإنجليزية)
- روبرت ويليس على موقع اللجنة الأولمبية الدولية (الإنجليزية)
- روبرت ويليس على موقع أوليمبيديا (الإنجليزية)